# 多刺裸腹蚤
多刺裸腹蚤（学名：Moina macrocopa）为裸腹蚤科裸腹蚤属的动物。分布于日本、印度、菲律宾、伊朗、英国、德国、法国、前苏联、挪威、捷克、斯洛伐克、匈牙利、西班牙、美国、阿尔及利亚以及中華民國(西台灣)的广东、福建、浙江、江苏、湖南、湖北、山东、河北、河南、辽宁、吉林、内蒙古、陕西、山西、甘肃、青海、西藏等地，常栖息于小型水域中，特别在间歇性水域中。